# Hohentengen
Hohentengen là một thị xã nằm ở huyện Sigmaringen, thuộc bang Baden-Württemberg, Đức.

## Hành chính
| Huy hiệu              | Làng                     | Dân số | Diện tích |
| --------------------- | ------------------------ | ------ | --------- |
| Hohentengen           | Hohentengen và Beizkofen | 2266   | ?         |
| Kein Wappen Verfügbar | Bremen                   | 285    | ?         |
| Eichen                | Eichen                   | 176    | ?         |
| Kein Wappen Verfügbar | Enzkofen                 | 221    | ?         |
| Kein Wappen Verfügbar | Günzkofen                | 258    | ?         |
| Kein Wappen Verfügbar | Ölkofen                  | 501    | ?         |
| Kein Wappen Verfügbar | Ursendorf                | 351    | ?         |
| Kein Wappen Verfügbar | Völlkofen                | 426    | ?         |